# Lucas Antônio Silva de Oliveira
Lucas Antônio Silva de Oliveira, mais conhecido como Lucas Silva (Miguel Calmon, 26 de agosto de 1984), é um ex-futebolista brasileiro que atuava como meia.

## Carreira
Lucas Silva começou a carreira no Olaria e, com 17 anos, já deixou o país para jogar na América do Norte, mais exatamente no México, onde passou cinco temporadas. Foi considerado o melhor meia ofensivo da segunda divisão mexicana, quando atuou pelo Dorados. Nessa mesma equipe, Lucas Silva jogou com jogadores conhecidos mundialmente como Loco Abreu e Josep Guardiola.
O jogador voltou para o Brasil com 23 anos. Foi comprado pela empresa Ability, que o repassou para o Villa Rio e, numa parceria com a empresa, o emprestou para o Botafogo até o fim de 2008, com prioridade de renovação. Lucas teve que aguardar um período para poder estrear, já que era oriundo do futebol estrangeiro.
Fez seu primeiro jogo pelo Botafogo em 9 de julho, numa derrota por 5 a 2 para o Vitória, entrando no decorrer do segundo tempo.
Renovou o seu contrato com o Botafogo, a pedido do técnico Ney Franco.
Em julho de 2009, acertou sua saída do Botafogo.
Acertou sua ida para o Atlante do México no fim de novembro de 2009 para a disputa da Copa do Mundo de Clubes da FIFA 2009. 

## Mundial de Clubes 2009
- Jogou 2 dos 3 jogos do Atlante na competição. Nas quartas de final contra a equipe do Auckland City onde fez o 3º gol da equipe mexicana e atuou também na disputa pelo 3º lugar contra o time sul-coreano do Pohang Steelers onde anotou um gol na decisão de pênaltis.

## Títulos
Botafogo
- Taça Guanabara: 2009

Pachuca
- Campeonato Mexicano (Clausura): 2016